# Кальбе (Заале)
Кальбе (нем. Calbe) — город в Германии, в земле Саксония-Анхальт.
Входит в состав района Зальцланд. Население составляет 9914 человек (на 31 декабря 2010 года). Занимает площадь 56,62 км². Официальный код — 15 3 67 006.
Город подразделяется на 4 городских района.

## Известные уроженцы и жители
- Меркер, Максимилиан (1842—1901) — немецкий учёный-агрохимик.
- Натузиус, Мария (1817—1857) — писательница и композитор-песенник.

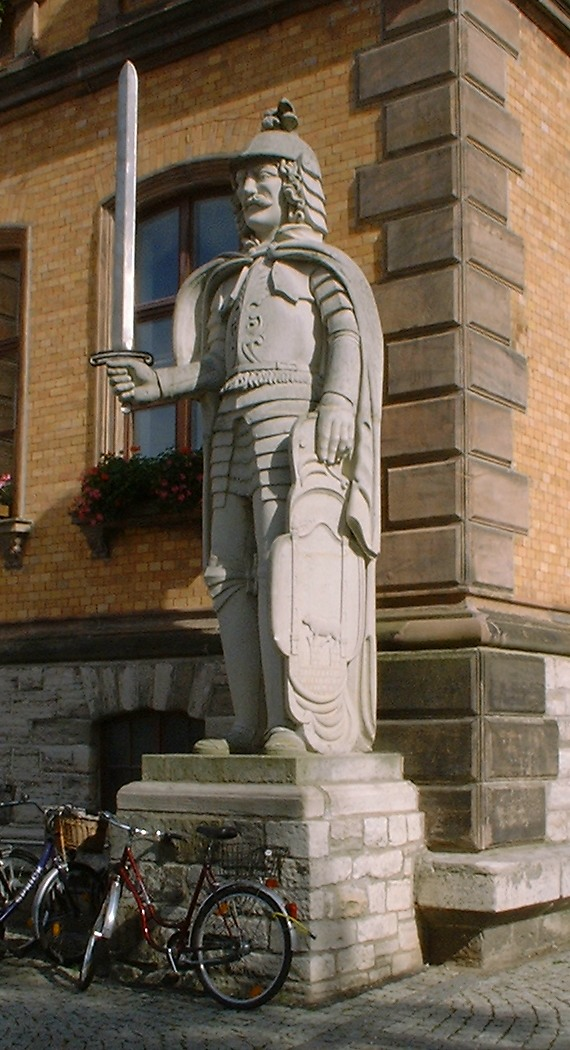
Статуя Роланда на Рыночной площади